# 스투버
《스투버》(Stuber)는 미국에서 제작된 마이클 도즈 감독의 2019년 액션, 코미디, 범죄 영화이다. 데이브 바티스타 등이 주연으로 출연하였다.
이 영화는 2019년 3월 13일 사우스바이사우스웨스트에 의해 초연되었으며 2019년 7월 12일 미국에서 극장 개봉되었다. 20세기 폭스에 의해 제작, 개봉되었다. 비평가들로부터 엇갈린 평가를 받았다.

## 출연

### 주연
- 데이브 바티스타
- 쿠마일 난지아니

### 조연
- 이코 우웨이스
- 나탈리 모랄레스
- 베티 길핀
- 지미 타르토
- 미라 소르비노